# Андрееску, Бьянка
Бьянка Ванесса Андрееску (англ. Bianca Vanessa Andreescu; род. 16 июня 2000, Миссиссога, Онтарио) — канадская теннисистка. Победительница одного турнира Большого шлема в одиночном разряде (Открытый чемпионат США-2019), финалистка одного турнира Большого шлема в миксте (Открытый чемпионат Франции-2023); победительница трёх турниров WTA в одиночном разряде, победительница Открытого чемпионата Австралии и Открытого чемпионата Франции в парном разряде среди девушек и юношеских турниров Les Petits As и Orange Bowl, член сборной Канады в Кубке Федерации. Обладательница приза имени Лу Марша и новичок года WTA в 2019 году.

## Биография

### Начало карьеры
Бьянка Андрееску родилась в 2000 году в канадской провинции Онтарио в семье иммигрантов из Румынии. Вскоре она с родителями уехала в Румынию, где в возрасте семи лет начала играть в теннис (попробовав свои силы также в футболе, катании на коньках, плавании и гимнастике). Когда семья Андрееску вернулась в Канаду, Бьянка начала заниматься в теннисном клубе в своей родной Миссиссоге, а позже в детском (до 14 лет) учебном центре Федерации тенниса Канады в Торонто. Там среди её тренеров в последующие годы была финалистка Уимблдонского турнира Натали Тозья. Кумирами девочки были румынка Симона Халеп и Роджер Федерер.
В 2014 году 13-летняя Бьянка выиграла престижный детский турнир Les Petits As во Франции, став первой канадской победительницей этого соревнования с 2006 года (когда чемпионкой стала Габриэла Дабровски). В конце того же года Андрееску стала чемпионкой на юношеском турнире Orange Bowl в США в возрастной категории до 16 лет, а ещё год спустя выиграла его и в следующей возрастной категории — до 18 лет; на момент второй победы ей самой ещё не исполнилось даже 16 лет. В июле 2015 года в Гатино (Квебек), участвуя в первом в своей карьере взрослом турнире женского цикла ITF, куда получила уайлд-кард, канадка дошла до финала.
В 2016 году, также в Гатино, Андрееску завоевала свои первые титулы во взрослых турнирах женского цикла ITF, победив и в одиночном, и в парном разряде на турнире с призовым фондом 25 тысяч долларов. На Открытом чемпионате США в одиночном разряде среди девушек она дошла до полуфинала, проиграв будущей чемпионке Кайле Дэй, после чего поднялась до третьего места в юниорском рейтинге ITF.
В январе 2017 года 16-летняя Андрееску на Открытом чемпионате Австралии среди девушек снова дошла до полуфинала, проиграв там посеянной под первым номером швейцарке Ребеке Масаровой. В парном разряде среди девушек Бьянка стала чемпионкой в тандеме с Карсон Брэнстин. В феврале она дебютировала в составе сборной Канады в I Американской группе Кубка Федерации, выиграв все шесть своих встреч против соперниц из Венесуэлы, Боливии, Парагвая и Чили, а затем в плей-офф II Мировой группы принесла команде решающее очко в матче со сборной Казахстана. В промежутке между этими встречами она завоевала свой второй и третий титулы в турнирах женского тура ITF, в том числе победив Кайлу Дэй в феврале в Ранчо-Санта-Фе (Калифорния). В июне на Открытом чемпионате Франции, оступившись уже в четвертьфинале в одиночном разряде, Андрееску совместно с Брэнстин завоевала свой второй титул победительницы турнира Большого шлема в парном разряде среди девушек. На турнире WTA в Вашингтоне в начале августа она обыграла во втором круге 12-ю ракетку мира Кристину Младенович, став первой теннисисткой, родившейся в 2000 году, которой удалось победить соперницу из первой двадцатки рейтинга. В сентябре на турнире WTA в Квебеке Андрееску и Брэнстин дошли до финала, победив по пути посеянных вторыми Луцию Градецкую и Барбору Крейчикову; в финале их остановила первая пара турнира Тимея Бабош—Андреа Главачкова. По итогам сезона Андрееску была названа теннисисткой года в Канаде.

### 2018—2020
Весной 2018 года Андрееску дважды подряд проигрывала в финалах турниров ITF в одиночном разряде (оба раза — таиландке Луксике Кумкхум), а в октябре и ноябре победила в двух турнирах с призовым фондом 25 тысяч долларов. Ей не удалось улучшить свою рекордную позицию в рейтинге, но год она снова закончила во второй сотне.
Следующий сезон, однако, начался с прорыва: канадка, занимавшая 152-е место в рейтинге и начавшая турнир WTA в Окленде с квалификации, не только вышла в основную сетку, но и победила подряд трёх сеяных соперниц. Среди побеждённых ею теннисисток была и 3-я ракетка мира, прошлогодняя победительница Открытого чемпионата Австралии Каролина Возняцки. В финале она уступила немецкой спортсменке Юлии Гёргес в трёх сетах. На Открытом чемпионате Австралии канадка начала путь с квалификации, успешно преодолев и её, и первый круг в основной сетке перед тем, как проиграть посеянной под 13-м номером Анастасии Севастовой. После этого Андрееску приняла участие в турнире серии WTA 125 в Ньюпорт-Биче (США). Бьянка, посеянная под шестым номером, обыграла третью ракетку турнира Эжени Бушар в четвертьфинале и вторую ракетку Татьяну Марию в полуфинале, завоевав первый в карьере титул на этом уровне. Это позволило ей при публикации нового рейтинга занять в нём 68-е место; она также обошла Бушар в борьбе за самое высокое текущее место в рейтинге среди канадских теннисисток.
В феврале Андрееску принесла сборной Канады победу над командой Нидерландов во II Мировой группе Кубка Федерации, выиграв на кортах Хертогенбоса обе своих одиночных встречи. После выхода в полуфинал Открытого чемпионата Мексики, где она по ходу обыграла сеяных Михаэлу Бузарнеску и Чжэн Сайсай, 18-летняя канадка в марте получила уайлд-кард на Премьер-турнир высшей категории в Индиан-Уэлс. Там она последовательно победила пять сеяных соперниц, в том числе Гарбинье Мугурусу в четвертьфинале, шестую ракетку мира Элину Свитолину в полуфинале и восьмую ракетку мира Анжелику Кербер в финале. Андрееску стала первой участницей с уайлд-кардом, победившей в Индиан-Уэлсе (до неё лучший результат среди таких участниц показывали Мартина Хингис и Серена Уильямс, доходившие до полуфинала). На следующем премьер-турнире в Майами Андрееску довела число выигранных подряд матчей до десяти, а общий баланс в сезоне до 31-3, в том числе повторно обыграв Кербер. Однако ей пришлось сняться с турнира по ходу матча четвёртого круга с Анетт Контавейт из-за травмы правого плеча. Выздоровление затянулось, и канадка не успела оправиться от травмы к матчу Кубка Федерации со сборной Чехии в конце апреля.

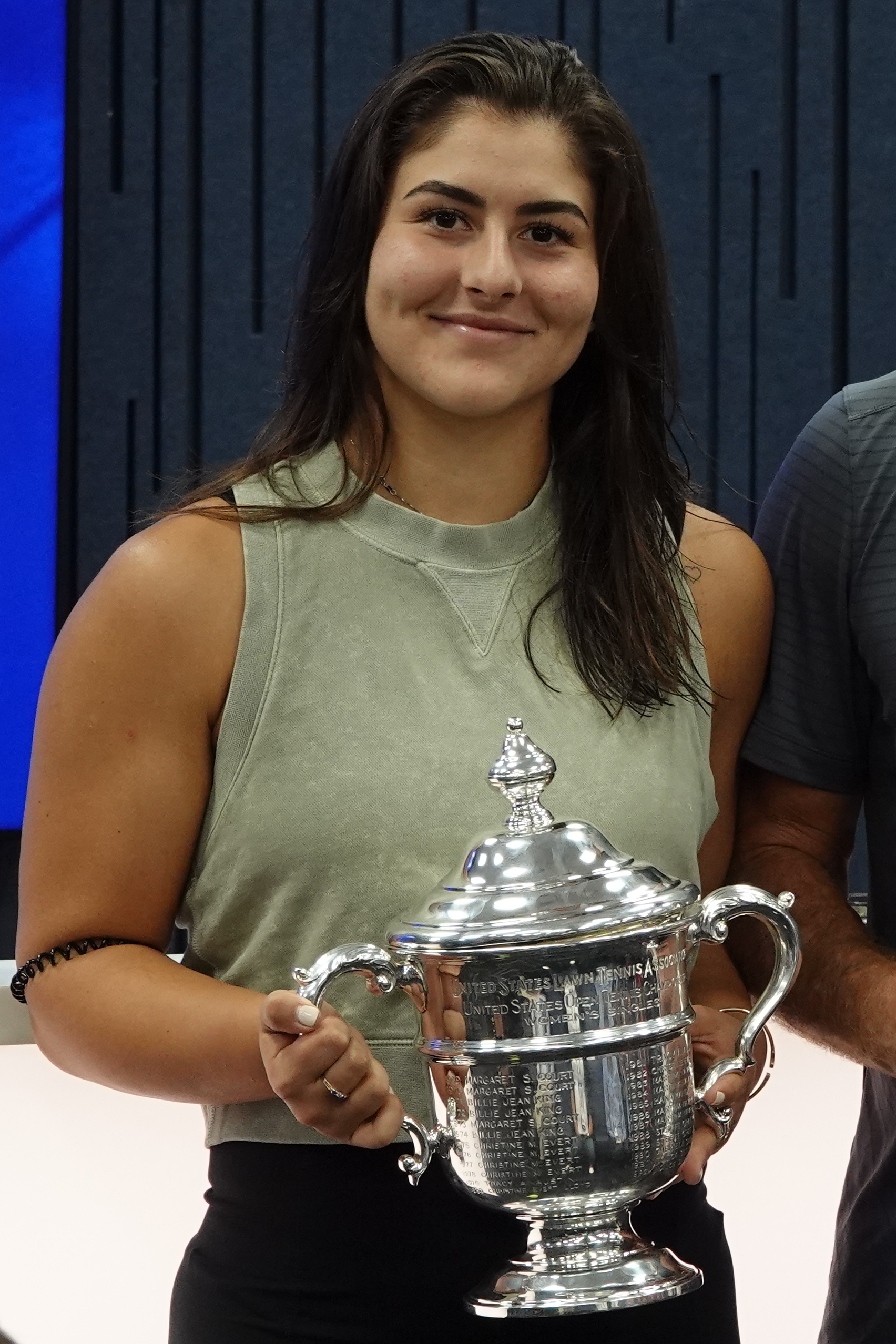
Андрееску после победы на Открытом чемпионате США 2019 года

Восстановительный процесс затянулся до августа — за этот период Андрееску сыграла лишь один матч в Открытом чемпионате Франции, победив в первом круге, но затем снявшись с соревнования. Полноценное возвращение состоялось только в Открытом чемпионате Канады. На торонтских кортах канадская теннисистка обыграла в трёх сетах теннисисток, занимавших 5-е и 3-е места в рейтинге (Кики Бертенс и Каролину Плишкову), и в финале встретилась с Сереной Уильямс. При счёте 3:1 в первом сете в пользу канадки Уильямс снялась с матча; таким образом, Андрееску стала победительницей второго премьер-турнира WTA за сезон и довела число побеждённых соперниц из первой десятки рейтинга до семи. На Открытом чемпионате США канадка стала первой с 2006 года теннисисткой моложе 20 лет, завоевавшей чемпионское звание и первой представительницей своей страны, выигравшей турнир Большого шлема в одиночном разряде. Она продлила победную серию до 14 матчей подряд, в своё первое появление в основной сетке этого турнира по пути в финал обыграв Каролину Возняцки, Элизе Мертенс и Белинду Бенчич, а в финале вновь победив Серену Уильямс. Во втором сете финальной встречи Уильямс отыграла два матчбола и дважды взяла подачу Андреесу, но канадка в итоге победила со счётом 6:3, 7:5. Между Открытым чемпионатом США и итоговым турниром года (с участием восьми лучших игроков в рейтинге) Андрееску участвовала только в Премьер-турнире в Пекине, где в четвертьфинале проиграла будущей чемпионке и бывшей первой ракетке мира Наоми Осаке. Это поражение канадской спортсменки прервало серию из 17 выигранных матчей. В итоговом турнире года Андрееску проиграла два матча на групповом этапе и снялась с соревнования с травмой левого колена.
По итогам года Бьянка заняла в рейтинге 5-е место и была удостоена награды WTA в номинации «Новичок года». Кроме того, она стала обладельницей приза имени Лу Марша, присуждаемого спортсмену года в Канаде. Андрееску стала первой представительницей тенниса, удостоенной этого звания. Она также была признана спортсменкой года по итогам голосования канадских журналистов. Однако за весь 2020 год Андрееску так и не вернулась на корт, только в ноябре объявив, что примет участие в Открытом чемпионате Австралии 2021 года. Тем не менее, благодаря тому, что из-за пандемии сезон был сокращён и игроки получили право сохранить набранные в 2019 году очки рейтинга, канадка закончила и 2020 год в десятке сильнейших.

### 2021—2022
В начале 2021 года, накануне Открытого чемпионата Австралии, у тренера Андрееску Сильвена Брюно был диагностирован COVID-19. Она прошла через процедуру двухнедельного карантина, после чего во втором раунде уступила Се Шувэй. Вслед за Открытым чемпионатом Австралии Андрееску дошла до полуфинала турнира базовой категории в Мельбурне, а весной пробилась в финал премьер-турнира в Майами, где встретилась с первой ракеткой мира Эшли Барти. При счёте 3-6, 0-4 она прервала матч из-за травмы правой шиколотки. В конце апреля COVID-19 был диагностирован уже у самой канадки. Она проиграла в первом же круге Открытого чемпионата Франции и Уимблдонского турнира и в июле объявила об отказе от участия в Олимпийских играх в Токио. Расставшись с Брюно в начале июня, Андрееску в августе начала сотрудничество с новым тренером — имеющим богатый послужной список голландцем Свеном Груневелдом. На Открытом чемпионате США канадка выбыла из борьбы в 4-м раунде, проиграв в решающем сете занимавшей 17-е место в рейтинге Марии Саккари, и затем до конца года участвовала только в двух турнирах, окончив сезон на 46-й позиции в рейтинге.
Вернулась на корт в апреле 2022 года, в начале грунтового сезона. В Открытом чемпионате Италии обыграла в первом раунде прошлогоднюю победительницу Открытого чемпионата США Эмму Радукану и дошла до четвертьфинала, уступив там первой ракетке мира Иге Свёнтек. В июне на траве пробилась в финал турнира базовой категории в Бад-Хомбурге (Германия) после победы над посеянной под первым номером Дарьей Касаткиной. В решающей игре уступила Каролин Гарсии, начинавшей возвращаться в свою лучшую форму. Ей же Андрееску проиграла в 3-м круге Открытого чемпионата США, где француженка затем дошла до полуфинала. В конце года приняла участие в финальном турнире Кубка Билли Джин Кинг (новое название Кубка Федерации); на групповом этапе канадки победили сборную Италии, но проиграли будущим обладательницам Кубка — швейцаркам — и в плей-офф не вышли. Андрееску завершила сезон на 45-м месте в рейтинге. В конце года, расставшись с Груневелдом, она начала тренироваться у Кристофа Ламберта.

### 2023—2025
В начале 2023 года канадка, посеянная под первым номером в турнире базовой категории в Хуахине (Таиланд), проиграла в полуфинале украинке Лесе Цуренко, на тот момент занимавшей в рейтинге 136-е место. В марте в матче 4-го раунда в Майами получила тяжёлую травму и покинула корт в инвалидном кресле. Травма, оказавшаяся разрывом двух связок на левой щиколотке, заставила канадку прервать выступления на месяц. Андрееску вернулась в топ-30, но в грунтовом сезоне, предшествовавшем Открытому чемпионату Франции, не выиграла ни одного матча. В Париже, однако, она победила в первом круге Викторию Азаренко и впервые в карьере добралась до третьего круга в каком-либо турнире Большого шлема за исключением Открытого чемпионата США. В третьем круге её, как и в Хуахине, остановила Цуренко. Андрееску также в первый раз за профессиональную карьеру сыграла в миксте, где её партнёром стал новозеландец Майкл Винус, и дошла до финала, где они в трёх сетах уступили паре Мию Като-Тим Пютц. После этого дошла до третьего круга в одиночном разряде на Уимблдоне, проиграв там в трёх сетах будущей финалистке Онс Жабёр. В августе после поражения в первом раунде Открытого чемпионата Канады сообщила, что лечит стрессовый перелом позвоночника и пропустит турнир WTA 1000 в Цинциннати.
Возобновила выступления с Открытого чемпионата Франции 2024 года, дошла до 3-го раунда после победы на 25-й ракеткой мира Анной Калинской. В своём следующем турнире, в Хертогенбосе (Нидерланды) в середине июня, стала финалисткой в одиночном разряде где она в финале проиграла россиянке Людмиле Самсоновой со счётом 6-4, 3-6, 5-7. Вышла также в 3-й круг на Уимблдоне, обыграв 26-ю ракетку мира Линду Носкову, а на олимпийском турнире в Париже уступила во 2-м раунде будущей вице-чемпионке Донне Векич. Во второй половине сезона проиграла в первом круге в четырёх турнирах подряд и лишь в последнем своём соревновании за год, премьер-турнире в Токио, преодолела первые два раунда, в том числе победив занимавшую 10-е место в рейтинге Беатрис Хаддад Майя.
В 2025 году Андрееску опустилась во вторую сотню рейтинга и вынуждена была играть отборочные соревнования к турнирам Большого шлема. Игры на этом уровне давались с трудом: в Париже Бьянка уступила Нао Хибино, а на Уимблдоне — Карсон Брэнстин. В июле в составе сборной Канады приняла участие в выставочном Кубке Хопмана. На турнире в Бари Андрееску и Феликс Оже-Альяссим сыграли со сборными Испании, Греции и Италии, впервые взяв главный приз соревнований. Андрееску выиграла все шесть своих матчей в одиночном разряде и миксте.

## Место в рейтинге WTA по итогам сезона
| Год  | Одиночный рейтинг | Парный рейтинг |
| 2024 | 132               |                |
| 2023 | 92                | 1357           |
| 2022 | 45                | 380            |
| 2021 | 46                |                |
| 2020 | 7                 | 1269           |
| 2019 | 5                 | 1207           |
| 2018 | 178               | 541            |
| 2017 | 182               | 159            |
| 2016 | 306               | 371            |
| 2015 | 633               | 970            |

## Выступления на турнирах

### Финалы турниров Большого шлема в одиночном разряде (1)

#### Победы (1)
| №  | Год  | Турнир                 | Покрытие | Соперница в финале | Счёт    |
| 1. | 2019 | Открытый чемпионат США | Хард     | Серена Уильямс     | 6-3 7-5 |

### Финалы турнировWTAв одиночном разряде (7)

#### Победы (3)
| Легенда:                                   |
| ------------------------------------------ |
| Турниры Большого шлема (1)*                |
| Олимпиада (0)                              |
| Итоговый турнир WTA (0)                    |
| Premier Mandatory / WTA 1000 Mandatory (1) |
| Premier 5 / WTA 1000 (1)                   |
| Premier / WTA 500 (0)                      |
| International / WTA 250 (0)                |

| Титулы по покрытиям | Титулы по месту проведения матчей турнира |
| ------------------- | ----------------------------------------- |
| Хард (3)*           | Зал (0)                                   |
| Грунт (0)           | Зал (0)                                   |
| Трава (0)           | Открытый воздух (3)                       |
| Ковёр (0)           | Открытый воздух (3)                       |

* количество побед в одиночном разряде.
| №  | Дата            | Турнир                 | Покрытие | Соперница в финале | Счёт        |
| 1. | 17 марта 2019   | Индиан-Уэлс, США       | Хард     | Анжелика Кербер    | 6-4 3-6 6-4 |
| 2. | 11 августа 2019 | Торонто, Канада        | Хард     | Серена Уильямс     | 3-1 — отказ |
| 3. | 7 сентября 2019 | Открытый чемпионат США | Хард     | Серена Уильямс     | 6-3 7-5     |

#### Поражения (4)
| №  | Дата          | Турнир                  | Покрытие | Соперница в финале | Счёт            |
| 1. | 6 января 2019 | Окленд, Новая Зеландия  | Хард     | Юлия Гёргес        | 6-2 5-7 1-6     |
| 2. | 3 апреля 2021 | Майами, США             | Хард     | Эшли Барти         | 3-6 0-4 — отказ |
| 3. | 25 июня 2022  | Бад-Хомбург, Германия   | Трава    | Каролин Гарсия     | 7-6(5) 4-6 4-6  |
| 4. | 16 июня 2024  | Хертогенбос, Нидерланды | Трава    | Людмила Самсонова  | 6-4 3-6 5-7     |

### Финалы турнировWTA 125иITFв одиночном разряде (10)

#### Победы (6)
| Легенда:                    |
| --------------------------- |
| WTA 125 (1+1)*              |
| 100.000 USD (0)             |
| 80.000 (75.000)** USD (0)   |
| 60.000 (50.000)** USD (0+1) |
| 25.000 USD (5+2)            |
| 15.000 (10.000)** USD (0)   |

** призовой фонд до 2017 года
| Титулы по покрытиям | Титулы по месту проведения матчей турнира |
| ------------------- | ----------------------------------------- |
| Хард (5+3)*         | Зал (0)                                   |
| Грунт (1+1)         | Зал (0)                                   |
| Трава (0)           | Открытый воздух (6+4)                     |
| Ковёр (0)           | Открытый воздух (6+4)                     |

* количество побед в одиночном разряде + количество побед в парном разряде.
| №  | Дата            | Турнир              | Покрытие | Соперница в финале          | Счёт              |
| 1. | 14 августа 2016 | Гатино, Канада      | Хард     | Элизабет Халбауэр           | 6-2 7-5           |
| 2. | 26 февраля 2017 | Ранчо-Санта-Фе, США | Хард     | Кайла Дэй                   | 6-4 6-1           |
| 3. | 2 апреля 2017   | Пула, Италия        | Грунт    | Бернарда Пера               | 6-7(8) 6-2 7-6(8) |
| 4. | 21 октября 2018 | Флоренс, США        | Хард     | Мари Осака                  | 6-4 2-6 6-3       |
| 5. | 18 ноября 2018  | Норман, США         | Хард     | Мария Камила Осорио Серрано | 6-1 6-0           |
| 6. | 27 января 2019  | Ньюпорт-Бич, США    | Хард     | Джессика Пегула             | 0-6 6-4 6-2       |

#### Поражения (4)
| №  | Дата            | Турнир                 | Покрытие   | Соперница в финале | Счёт       |
| 1. | 2 августа 2015  | Гатино, Канада         | Хард       | Алекса Глатч       | 4-6 3-6    |
| 2. | 23 октября 2016 | Сагеней, Канада        | Хард (зал) | Кэтрин Беллис      | 4-6 2-6    |
| 3. | 1 апреля 2018   | Кофу, Республика Корея | Хард       | Луксика Кумкхум    | 3-6 3-6    |
| 4. | 8 апреля 2018   | Касива, Япония         | Хард       | Луксика Кумкхум    | 3-6 6-7(4) |

### Финалы турнировWTAв парном разряде (1)

#### Поражение (1)
| №  | Дата             | Турнир         | Покрытие    | Партнёрша       | Соперницы в финале            | Счёт    |
| 1. | 17 сентября 2017 | Квебек, Канада | Ковёр (зал) | Карсон Брэнстин | Тимея Бабош Андреа Главачкова | 3-6 1-6 |

### Финалы турнировWTA 125иITFв парном разряде (5)

#### Победы (4)
| №  | Дата            | Турнир          | Покрытие   | Партнёрша               | Соперницы в финале                | Счёт           |
| 1. | 14 августа 2016 | Гатино, Канада  | Хард       | Шарлотта Робийяр-Мийетт | Мана Аюкава Саманта Маррей        | 4-6 6-4 [10-6] |
| 2. | 29 октября 2017 | Сагеней, Канада | Хард (зал) | Кэрол Чжао              | Франческа ди Лоренцо Эрин Рутлифф | Без игры       |
| 3. | 22 июля 2018    | Гатино, Канада  | Хард       | Карсон Брэнстин         | Марсела Сакариас Сюй Цзеюй        | 4-6 6-2 [10-4] |
| 4. | 2 мая 2025      | Вик, Испания    | Грунт      | Алдила Сутджиади        | Лулу Сун Лейла Фернандес          | 6-2 6-4        |

#### Поражение (1)
| №  | Дата            | Турнир          | Покрытие   | Партнёрша               | Соперницы в финале              | Счёт              |
| 1. | 22 октября 2016 | Сагеней, Канада | Хард (зал) | Шарлотта Робийяр-Мийетт | Елена Богдан Михаэла Бузарнеску | 4-6 7-6(4) [6-10] |

### Поражение (1)
| №  | Год  | Турнир                     | Покрытие | Партнёрша   | Соперницы в финале | Счёт           |
| 1. | 2023 | Открытый чемпионат Франции | Грунт    | Майкл Винус | Мию Като Тим Пютц  | 6-4 4-6 [6-10] |

## История выступлений на турнирах
По состоянию на 7 октября 2024 года
Для того, чтобы предотвратить неразбериху и удваивание счета, информация в этой таблице корректируется только по окончании участия там данного игрока.
| Турнир                       | 2017          | 2018          | 2019          | 2021  | 2022          | 2023          | 2024  | Итог   | В/П за карьеру |
| ---------------------------- | ------------- | ------------- | ------------- | ----- | ------------- | ------------- | ----- | ------ | -------------- |
| Турниры Большого шлема       |               |               |               |       |               |               |       |        |                |
| Открытый чемпионат Австралии | -             | К             | 2Р            | 2Р    | -             | 2Р            | -     | 0 / 3  | 3-3            |
| Открытый чемпионат Франции   | К             | К             | 2Р            | 1Р    | 2Р            | 3Р            | 3Р    | 0 / 5  | 6-4            |
| Уимблдонский турнир          | 1Р            | К             | -             | 1Р    | 2Р            | 3Р            | 3Р    | 0 / 5  | 5-5            |
| Открытый чемпионат США       | К             | К             | П             | 4Р    | 3Р            | -             | 1Р    | 1 / 4  | 12-3           |
| Итог                         | 0 / 1         | 0 / 0         | 1 / 3         | 0 / 4 | 0 / 3         | 0 / 3         | 0 / 3 | 1 / 17 |                |
| В/П в сезоне                 | 0-1           | 0-0           | 9-1           | 4-4   | 4-3           | 5-3           | 4-3   |        | 26-15          |
| Олимпийские игры             |               |               |               |       |               |               |       |        |                |
| Летняя олимпиада             | Не проводился | Не проводился | Не проводился | -     | Не проводился | Не проводился | 2Р    | 0 / 1  | 1-1            |
| Итоговые турниры             |               |               |               |       |               |               |       |        |                |
| Итоговый турнир WTA          | -             | -             | Группа        | -     | -             | -             |       | 0 / 1  | 0-2            |

К — проигрыш в квалификационном турнире.